# Ащегульский сельсовет
Ащегульский сельсовет — муниципальное образование со статусом сельского поселения и административно-территориальное образование в Михайловском районе Алтайского края России. Административный центр — село Ащегуль .

## Население
| 1997 | 1998 | 1999 | 2000 | 2001 | 2002 | 2003 | 2004 | 2005 |
| ---- | ---- | ---- | ---- | ---- | ---- | ---- | ---- | ---- |
| 709  | ↗730 | ↘725 | ↘691 | ↘683 | ↘649 | ↘640 | ↗641 | ↘611 |
| 2006 | 2007 | 2008 | 2009 | 2010 | 2011 | 2012 | 2013 | 2014 |
| ↘604 | ↘574 | ↘529 | ↘456 | ↘424 | ↘422 | ↘414 | ↘407 | ↘388 |
| 2015 | 2016 | 2017 | 2018 | 2019 | 2020 | 2021 |      |      |
| ↗390 | ↘359 | ↘358 | ↘347 | ↘332 | ↘318 | ↘317 |      |      |

По результатам Всероссийской переписи населения 2010 года, численность населения муниципального образования составила 424 человека, в том числе 200 мужчин и 224 женщины.

## Состав сельского поселения
В состав сельского поселения входит один населённый пункт — село Ащегуль.